# لویک بسیلی
لویک بسیلی (انگلیسی: Loïc Bessilé؛ زادهٔ ۱۹ فوریهٔ ۱۹۹۹) بازیکن فوتبال اهل توگو است.
وی همچنین در تیم‌های ملی فوتبال France national under-16 football team، زیر ۱۷ سال فرانسه، زیر ۱۸ سال فرانسه، و توگو بازی کرده‌است.